# Il boxeur e la ballerina
Il boxeur e la ballerina (Movie Movie) è un film di Stanley Donen del 1978.

## Trama
Il film è introdotto da George Burns, che dice agli spettatori che stavano per vedere un doppio lungometraggio vecchio stile. Ai vecchi tempi, spiega, i film erano in bianco e nero tranne che a volte "quando cantavano usciva a colori".
"Dynamite Hands"
Joey Popchik, un giovane di famiglia povera, sogna di diventare un giorno un avvocato. Sua sorella sta perdendo la vista, quindi diventa un pugile per raccogliere i soldi per farla guarire. Lungo la strada, viene sedotto dalla fama e dalla fortuna e si scontra con un manager di boxe disonesto. Alla fine, sua sorella è guarita e Joey, in modo che "la giustizia poetica possa essere servita", corre attraverso la scuola di legge per diventare il pubblico ministero che mette il cattivo dietro le sbarre, pronunciando aforismi banali come "un uomo può spostare le montagne con il suo cuore nudo. "
"Baxter's Beauties of 1933"
Il leggendario produttore teatrale Spats Baxter scopre che sta morendo. Per sostenere la figlia che non ha mai conosciuto dopo che se n'è andato, ha in programma di creare un ultimo successo a Broadway. Kitty Simpson, una giovane ingenua che sogna di esibirsi a Broadway, arriva all'audizione. Il contabile di Baxter è in fondo un geniale cantautore Dick Cummings. La star di Baxter, Isobel Stuart, è un'attrice viziata che quasi distrugge l'intera produzione con la sua ubriachezza e la spericolata spesa dei soldi dello spettacolo. Alla fine, Kitty deve andare al posto di Isobel. Kitty diventa una star e scopre che Baxter è suo padre perduto da tempo. Mentre cala il sipario, un Baxter morente le dice "Un minuto sei in piedi dietro le quinte, il minuto dopo le indossi".

## Riconoscimenti
- 1979 - Golden Globe
  - Candidatura Miglior film commedia o musicale
  - Candidatura Miglior attore in un film commedia o musicale a George C. Scott
  - Candidatura Migliore attore debuttante a Harry Hamlin
- 1980 - David di Donatello
  - Migliore colonna musicale straniera a Ralph Burns
- 1978 - National Board of Review Awards
  - Migliori dieci film
- 1979 - Festival internazionale del cinema di Berlino
  - Candidatura Leone d'oro a Stanley Donen
- 1978 - New York Film Critics Circle Awards
  - Candidatura Miglior attore non protagonista a Barry Bostwick
  - Candidatura Miglior sceneggiatura a Larry Gelbart e Sheldon Keller
- 1979 - Los Angeles Film Critics Association Award
  - Candidatura Miglior sceneggiatura a Larry Gelbart e Sheldon Keller
  - Candidatura Miglior colonna sonora a Ralph Burns
- 1979 - National Society of Film Critics Awards
  - Candidatura Miglior attore non protagonista a Barry Bostwick
  - Candidatura Miglior sceneggiatura a Larry Gelbart e Sheldon Keller
- 1979 - WGA Award
  - Miglior sceneggiatura a Larry Gelbart e Sheldon Keller